# 熊本都市圏
熊本都市圏（くまもととしけん）とは、熊本県熊本市を中心とした都市圏のこと。経済学的な都市圏人口は約111万人。ただし、政治的に都市圏の範囲は変遷している。2008年から2010年にかけて周辺自治体3町との合併が行われた結果、2012年4月1日に熊本市が政令指定都市に移行することとなった。熊本大都市圏とも呼ばれる。

## 特色

### 熊本県におけるプライメイトシティ
熊本市の都市圏は、学術的（都市雇用圏）には110.2万人（2010年）の人口を擁し、域内総生産は約3兆4904億円である。この地域は北九州と南九州を結ぶ結節点として古くから政治・軍事・交通の中心となり、現在も九州地方全域を管轄する国の出先機関のいくつかが置かれ、九州地方の中心とされていた。
しかし、戦後九州各県に鉄道や空港が整備されていくにつれ、次第に南九州は熊本市を素通りして九州地方の経済機能及び政治機能を集中させた福岡市と繋がるようになり、熊本市の結節点としての地位は低下した。また、九州全域に高速道路が整備されると、鳥栖市に結節点が集められ、熊本市の交通の要衝としての地位は低くなった。現在でも九州財務局や九州農政局、熊本国税局、陸上自衛隊西部方面隊など九州あるいは南九州内の行政・軍事の中枢機能も一応残ってはいるものの、実態としてその大半は福岡市に移されており、熊本都市圏は県庁所在地を中心とした都市圏として熊本県の政治・経済の中枢を担い、熊本県におけるプライメイトシティとなっている。

### 都市圏全域での広域合併と政令指定都市昇格
熊本都市圏は、2010年度末に九州新幹線が熊本駅に開通すると、博多駅 - 熊本駅が 120 km 程度（直通運転で約35分。ちなみに熊本駅 - 鹿児島中央駅間は約45分）であるため、ストロー現象が発生して福岡都市圏に業務機能や物販機能が少なからず移転等により失われてしまい、福岡都市圏の経済圏に含まれてしまう可能性が高いと考えられた。対策として熊本市は政令指定都市昇格を目指すことで都市としての魅力のアップや機能の効率化を進めようとした。これは、都市圏全域を対象とした広域合併であり、新潟市と同種の政令市である（その他の政令市の型として、南関東や京阪神における大都市圏内の衛星都市の政令市、大阪市・名古屋市・福岡市などのような支店経済都市としての政令市、広島市・北九州市のような工業都市型政令市などがあり、これらの中間型やいくつかの性質を持ったものも存在する）。
しかし、広域都市圏に含まれる周辺自治体は、夜間人口（住民税を払う人口）より昼間人口（住民税を使う人口）が少ないため、都市基盤需要（昼間人口に依存）の整備にかかる費用が少なく、更に、工場の進出などによる税収増もあって健全財政となっており、少ない夜間人口の税収で多い昼間人口のための都市基盤整備をしなくてはならず、国体開催などで出費がかさんで財政難に陥っていた熊本市との間の合併は当初難航した。すなわち、都市圏全域での広域合併は、都市圏内の税負担の均質化を目指しているため、熊本市が設定する都市圏の「熊本市及び周辺市町村」（3市9町）の内、健全財政の周辺市町は「熊本都市圏及び政令指定都市についての研究会」に参加せず、平成の大合併で問題になった、いわゆる「弱者連合」にならないかを危惧する向きもあった。
その後、熊本市は富合町を皮切りに益城町・植木町・城南町との合併協議を進めた。益城町は住民投票の結果、合併協議からは離脱したものの残りの町との合併を取り付け、2010年3月23日に人口73万の新・熊本市が成立した。これにより合併特例法の政令市移行基準である70万人を超える。2011年10月18日、2012年4月1日をもって熊本市は政令指定都市に移行することが決まった。
なお、九州新幹線開業後約半年後に熊本市の調査会社・地域流通経済研究所（熊本市）がまとめた調査では新幹線開業による購買流出といった懸念されていたストロー現象はほとんど見られないとの結論を出している。

### 州都の誘致
安倍内閣が発足、政府の道州制導入への積極的な姿勢も影響し、2006年9月に熊本市と近隣の14市町村などでつくる「熊本都市圏及び政令指定都市についての研究会」は、政令指定都市移行や都市高速など交通基盤の整備など九州中央の拠点づくりなどの基本戦略を盛り込んだ熊本都市圏ビジョンの基本構想案を発表し、10月には初めて熊本市を政令指定都市に昇格させ、道州制移行に伴う九州の州都を目指すことを表明したことが地元新聞で報道された。特に蒲島郁夫熊本県知事は州都誘致に対し、福岡＝ニューヨークに対して熊本はワシントンを目指すべきだという持論のもと、積極的な発言や活動をしているほか、九州電力会長の松尾新吾も熊本州都を支持する発言を行っている。
熊本市の他に、福岡県久留米市や佐賀県鳥栖市などがつくる「筑後川流域クロスロード協議会」が州都に名乗りを上げている。2008年に西日本新聞と九州大学による共同調査で、九州内の各自治体の長に対して九州の州都の場所はどこがいいかというアンケートにおいて熊本市が福岡市や鳥栖市・久留米市などを抑え、一番の支持を受けているという結果がでている。

### 「1.5% 都市圏」（通勤通学圏）
総務省の基準による都市圏で、人口は149.3万人（2015年）。2012年の政令指定都市移行に伴い、「大都市圏」に昇格した。大都市圏としては、七大都市圏、静岡・浜松大都市圏、岡山都市圏に次ぎ、全国10番目の規模である。
この 1.5% 都市圏は、日常的な都市圏の範囲とみなすには大き過ぎるため、非定期的な人の移動、すなわち、娯楽や購買行動における商圏または経済圏の目安となる。ただし、中心都市の実際の集客力や、隣接都市圏との関係等も影響するため、1.5% 都市圏をそのまま商圏とは見なせない。
| 年     | 人口 （人） | 面積 (km2) | 人口密度 (人/km2) |
| ------ | ----------- | ---------- | ----------------- |
| 1980年 | 1,162,557   | 2,537      | 458               |
| 1985年 | 1,237,240   | 3,100      | 399               |
| 1990年 | 1,398,752   | 3,482      | 402               |
| 1995年 | 1,442,666   | 3,658      | 394               |
| 2000年 | 1,462,478   | 3,777      | 387               |
| 2005年 | 1,462,409   | 4,121      | 355               |
| 2010年 | 1,476,435   | 4,251      | 347               |
| 2015年 | 1,492,975   | 4,251      | 351               |
| 2020年 | 1,467,878   | 4,319      | 339               |

## 政治的定義

### 「平成の大合併」中の定義
熊本市の統計課では、「平成の大合併」が始まると、短期間の内に何度も熊本都市圏の定義を変更している。これは、「平成の大合併」において、熊本市がどのような合併を志向していたかの政治の変遷でもあり、周囲の市町村の合併進捗状況なども影響している。結果的に熊本市は、この時期に周辺市町村との合併がうまくいかなかった。

#### 熊本都市圏（1市6町）
2002年7月まで、熊本市は以下の1市6町を「熊本都市圏」と定義していた。また、熊本都市圏とその周囲の市町村を含めたものを「熊本広域都市圏」（2市14町1村）と定義していた。以下に列挙する呼称・統計値（推計人口）は、2002年7月1日現在のもの。
- 「熊本都市圏」に含まれる自治体（2市3町）
人口：794,834人
  - 熊本市
  - 合志市
  - 菊池郡（菊陽町）
  - 上益城郡（嘉島町・益城町）

- 「熊本広域都市圏」に含まれる自治体（4市8町1村）
人口：997,174人
  - 熊本都市圏（2市3町）
  - 宇土市
  - 菊池市
  - 宇土郡（不知火町）
  - 下益城郡（松橋町）
  - 菊池郡（大津町）
  - 阿蘇郡（西原村）
  - 上益城郡（御船町・甲佐町）

#### 熊本都市圏（2市15町1村）
2002年8月より、「国勢調査の結果に基づき、就業者・通学者数のうち 10% 以上が熊本市に通っている市町村」を「熊本都市圏」と定義することにし、それまでの「熊本広域都市圏」に玉名郡玉東町を含めた範囲が「熊本都市圏」（2市15町1村）と定義されることになった。以下に列挙する呼称・統計値（推計人口）は、2002年8月1日現在のもの。
- 「熊本都市圏」（4市15町1村：10%通勤通学圏）
人口：1,004,172人
  - 熊本市
  - 宇土市
  - 合志市
  - 菊池市
  - 上益城郡（嘉島町・益城町・御船町・甲佐町）
  - 下益城郡（松橋町）
  - 菊池郡（菊陽町・大津町）
  - 阿蘇郡（西原村）
  - 玉名郡（玉東町）

#### 熊本市及び周辺市町村（2市11町）
それまで「熊本都市圏」を構成していた2市15町1村のいくつかが、平成の大合併によって、統計上、熊本市の 10% 通勤通学圏から外れたため、2004年7月1日現在の統計（1,009,506人）を以って「熊本都市圏」の名称を廃し、「熊本市及び周辺市町村」として以下の市町を熊本市の都市圏の代用と見なすことになった。「熊本都市圏」から「熊本市及び周辺市町村」への移行に際し除外された町村は別記する。以下に列挙する呼称・統計値（推計人口）は、2004年8月1日現在のもの。
- 「熊本市及び周辺市町村」（4市4町）
人口：908,721人
  - 熊本市
  - 宇土市
  - 合志市
  - 玉名市
  - 上益城郡（嘉島町・益城町）
  - 菊池郡（菊陽町）
  - 玉名郡（玉東町）
- 熊本市の地域圏から外れた町村
  - 上益城郡（御船町・甲佐町）
  - 下益城郡（松橋町）
  - 菊池郡（大津町・泗水町）
  - 阿蘇郡（西原村）

#### 熊本市及び周辺市町村（3市9町）
新・玉名市の誕生に合わせて、2005年10月1日現在の統計（912,401人）を最後に、従前の圏域から以下の圏域に変更。
- 「熊本市及び周辺市町村」（3市9町）
人口：971,849人
  - 熊本市
  - 宇土市
  - 新・玉名市（圏内の旧・横島町、旧・天水町と、圏外の旧・玉名市、岱明町で成立）
  - 上益城郡（嘉島町・益城町）
  - 下益城郡（富合町・城南町）
  - 菊池郡（合志町・西合志町・菊陽町）
  - 鹿本郡（植木町）
  - 玉名郡（玉東町）

### 「平成の大合併」後の定義
「平成の大合併」の動きが収束すると、熊本市は再度、政令指定都市化を目指した動きを始めた。そのため、熊本都市圏の範囲も新たに設定し直され、県の後ろ盾も得て、ほぼ都市雇用圏の範囲での政治的枠組みがつくられた。2008年、2010年に都市圏内の3町が熊本市に編入された結果、2012年4月に熊本市は政令指定都市に移行することになった。

#### 101万人熊本都市圏（3市12町1村）
平成の大合併を受けて熊本市は、熊本市および熊本市への通勤通学率が概ね 15% 以上（2000年度国勢調査時点）である近隣市町村を「101万人熊本都市圏」（3市12町1村 - 設定時）と新たに定義し直している。構成市町村は以下の通り。
- 101万人熊本都市圏（合併により現在は4市7町1村）
  - 熊本市（下益城郡富合町・城南町、鹿本郡植木町を編入）
  - 宇土市
  - 宇城市
  - 合志市（菊池郡合志町と西合志町との合併により成立）
  - 上益城郡（嘉島町・益城町・御船町・甲佐町）
  - 菊池郡（菊陽町・大津町）
  - 玉名郡（玉東町）
  - 阿蘇郡（西原村）

#### 熊本都市圏協議会
前述の「101万人熊本都市圏」（3市12町1村 - 設定時）を下地に、3市11町1村（発足時）の首長及び熊本県、学識経験者で構成する「熊本都市圏及び政令指定都市についての研究会」が2006年1月につくられた。当初は「101万人熊本都市圏」のうち下益城郡城南町が不参加、玉名郡玉東町がオブザーバー参加であったが後にいずれも正式参加し、他方で都市圏外とされた上益城郡山都町は当初より参加していた。
同研究会は、2007年には1年にわたる検討の結果、熊本都市圏を構成する市町村が連携し、熊本県域を牽引する役割を担いつつ九州中央の拠点地域として更なる成長を果たしていくための「熊本都市圏ビジョン」を策定した。
2010年4月、「熊本都市圏及び政令指定都市についての研究会」は、1974年以来広域連携の活動を行ってきた「熊本中央広域市町村圏協議会」と統合し、新たに「熊本都市圏協議会」が設置された。現在の構成市町村は下記の4市9町1村である。
- 熊本市
- 宇土市
- 宇城市
- 合志市
- 上益城郡（御船町・嘉島町・益城町・甲佐町・山都町）
- 下益城郡（美里町）
- 玉名郡（玉東町）
- 菊池郡（大津町・菊陽町）
- 阿蘇郡（西原村）

#### 連携中枢都市圏
総務省の制度による都市圏で、5市10町2村が2016年に連携協約を結び、熊本連携中枢都市圏を形成している。2019年より菊池市、2022年より山鹿市が加盟。
- 熊本市
- 宇土市
- 宇城市
- 合志市
- 阿蘇市
- 菊池市
- 山鹿市
- 上益城郡（御船町・嘉島町・益城町・甲佐町・山都町）
- 下益城郡（美里町）
- 玉名郡（玉東町）
- 菊池郡（大津町・菊陽町）
- 阿蘇郡（高森町・西原村・南阿蘇村）

## 民間の定義

### 都市雇用圏

熊本都市圏（都市雇用圏）の範囲

2010年国勢調査に基づく熊本都市圏の2015年の人口は111.2万人。概ね10%通勤圏であり、細かい定義等は都市雇用圏に則する。
通勤率が最も高い自治体は嘉島町の41.85%であり、以下は通勤率上位10の自治体である（2015年国勢調査）。
| 順位 | 自治体 | 通勤率 |
| ---- | ------ | ------ |
| 1    | 嘉島町 | 41.8%  |
| 2    | 益城町 | 40.2%  |
| 3    | 合志市 | 36.1%  |
| 4    | 御船町 | 29.9%  |
| 5    | 宇土市 | 28.8%  |
| 6    | 菊陽町 | 28.6%  |
| 7    | 甲佐町 | 23.5%  |
| 8    | 玉東町 | 20.7%  |
| 9    | 西原村 | 19.5%  |
| 10   | 大津町 | 14.1%  |

都市雇用圏（10% 通勤圏）の変遷
- 10% 通勤圏に入っていない自治体は、各統計年の欄で灰色かつ「-」で示す。
- ★：「熊本都市圏協議会」に参加している自治体。表中の4市8町1村に加え、山都町が構成自治体。

| 自治体 ('80) | 1980年                 | 1990年                 | 1995年                 | 2000年                  | 2005年                  | 2010年                  | 2015年                  | 自治体 （現在） |
| ------------ | ---------------------- | ---------------------- | ---------------------- | ----------------------- | ----------------------- | ----------------------- | ----------------------- | --------------- |
| 玉東町       | 熊本 都市圏            | 玉名 都市圏            | 玉名 都市圏            | 玉名 都市圏             | 玉名 都市圏             | 熊本 都市圏 110万2398人 | 熊本 都市圏 111万1596人 | 玉東町★         |
| 菊池市       | -                      | -                      | -                      | -                       | 熊本 都市圏 108万3740人 | 熊本 都市圏 110万2398人 | 熊本 都市圏 111万1596人 | 菊池市★         |
| 旭志村       | -                      | -                      | -                      | -                       | 熊本 都市圏 108万3740人 | 熊本 都市圏 110万2398人 | 熊本 都市圏 111万1596人 | 菊池市★         |
| 七城町       | -                      | -                      | -                      | -                       | 熊本 都市圏 108万3740人 | 熊本 都市圏 110万2398人 | 熊本 都市圏 111万1596人 | 菊池市★         |
| 泗水町       | 熊本 都市圏 83万6892人 | 熊本 都市圏 93万7056人 | 熊本 都市圏 98万2326人 | 熊本 都市圏 102万0488人 | 熊本 都市圏 108万3740人 | 熊本 都市圏 110万2398人 | 熊本 都市圏 111万1596人 | 菊池市★         |
| 西合志町     | 熊本 都市圏 83万6892人 | 熊本 都市圏 93万7056人 | 熊本 都市圏 98万2326人 | 熊本 都市圏 102万0488人 | 熊本 都市圏 108万3740人 | 熊本 都市圏 110万2398人 | 熊本 都市圏 111万1596人 | 合志市★         |
| 合志町       | 熊本 都市圏 83万6892人 | 熊本 都市圏 93万7056人 | 熊本 都市圏 98万2326人 | 熊本 都市圏 102万0488人 | 熊本 都市圏 108万3740人 | 熊本 都市圏 110万2398人 | 熊本 都市圏 111万1596人 | 合志市★         |
| 菊陽町       | 熊本 都市圏 83万6892人 | 熊本 都市圏 93万7056人 | 熊本 都市圏 98万2326人 | 熊本 都市圏 102万0488人 | 熊本 都市圏 108万3740人 | 熊本 都市圏 110万2398人 | 熊本 都市圏 111万1596人 | 菊陽町★         |
| 大津町       | 熊本 都市圏 83万6892人 | 熊本 都市圏 93万7056人 | 熊本 都市圏 98万2326人 | 熊本 都市圏 102万0488人 | 熊本 都市圏 108万3740人 | 熊本 都市圏 110万2398人 | 熊本 都市圏 111万1596人 | 大津町★         |
| 益城町       | 熊本 都市圏 83万6892人 | 熊本 都市圏 93万7056人 | 熊本 都市圏 98万2326人 | 熊本 都市圏 102万0488人 | 熊本 都市圏 108万3740人 | 熊本 都市圏 110万2398人 | 熊本 都市圏 111万1596人 | 益城町★         |
| 西原村       | 熊本 都市圏 83万6892人 | 熊本 都市圏 93万7056人 | 熊本 都市圏 98万2326人 | 熊本 都市圏 102万0488人 | 熊本 都市圏 108万3740人 | 熊本 都市圏 110万2398人 | 熊本 都市圏 111万1596人 | 西原村★         |
| 熊本市       | 熊本 都市圏 83万6892人 | 熊本 都市圏 93万7056人 | 熊本 都市圏 98万2326人 | 熊本 都市圏 102万0488人 | 熊本 都市圏 108万3740人 | 熊本 都市圏 110万2398人 | 熊本 都市圏 111万1596人 | 熊本市★         |
| 北部町       | 熊本 都市圏 83万6892人 | 熊本 都市圏 93万7056人 | 熊本 都市圏 98万2326人 | 熊本 都市圏 102万0488人 | 熊本 都市圏 108万3740人 | 熊本 都市圏 110万2398人 | 熊本 都市圏 111万1596人 | 熊本市★         |
| 河内町       | 熊本 都市圏 83万6892人 | 熊本 都市圏 93万7056人 | 熊本 都市圏 98万2326人 | 熊本 都市圏 102万0488人 | 熊本 都市圏 108万3740人 | 熊本 都市圏 110万2398人 | 熊本 都市圏 111万1596人 | 熊本市★         |
| 飽田町       | 熊本 都市圏 83万6892人 | 熊本 都市圏 93万7056人 | 熊本 都市圏 98万2326人 | 熊本 都市圏 102万0488人 | 熊本 都市圏 108万3740人 | 熊本 都市圏 110万2398人 | 熊本 都市圏 111万1596人 | 熊本市★         |
| 天明町       | 熊本 都市圏 83万6892人 | 熊本 都市圏 93万7056人 | 熊本 都市圏 98万2326人 | 熊本 都市圏 102万0488人 | 熊本 都市圏 108万3740人 | 熊本 都市圏 110万2398人 | 熊本 都市圏 111万1596人 | 熊本市★         |
| 富合町       | 熊本 都市圏 83万6892人 | 熊本 都市圏 93万7056人 | 熊本 都市圏 98万2326人 | 熊本 都市圏 102万0488人 | 熊本 都市圏 108万3740人 | 熊本 都市圏 110万2398人 | 熊本 都市圏 111万1596人 | 熊本市★         |
| 植木町       | 熊本 都市圏 83万6892人 | 熊本 都市圏 93万7056人 | 熊本 都市圏 98万2326人 | 熊本 都市圏 102万0488人 | 熊本 都市圏 108万3740人 | 熊本 都市圏 110万2398人 | 熊本 都市圏 111万1596人 | 熊本市★         |
| 城南町       | 熊本 都市圏 83万6892人 | 熊本 都市圏 93万7056人 | 熊本 都市圏 98万2326人 | 熊本 都市圏 102万0488人 | 熊本 都市圏 108万3740人 | 熊本 都市圏 110万2398人 | 熊本 都市圏 111万1596人 | 熊本市★         |
| 嘉島町       | 熊本 都市圏 83万6892人 | 熊本 都市圏 93万7056人 | 熊本 都市圏 98万2326人 | 熊本 都市圏 102万0488人 | 熊本 都市圏 108万3740人 | 熊本 都市圏 110万2398人 | 熊本 都市圏 111万1596人 | 嘉島町★         |
| 御船町       | 熊本 都市圏 83万6892人 | 熊本 都市圏 93万7056人 | 熊本 都市圏 98万2326人 | 熊本 都市圏 102万0488人 | 熊本 都市圏 108万3740人 | 熊本 都市圏 110万2398人 | 熊本 都市圏 111万1596人 | 御船町★         |
| 甲佐町       | 熊本 都市圏 83万6892人 | 熊本 都市圏 93万7056人 | 熊本 都市圏 98万2326人 | 熊本 都市圏 102万0488人 | 熊本 都市圏 108万3740人 | 熊本 都市圏 110万2398人 | 熊本 都市圏 111万1596人 | 甲佐町★         |
| 宇土市       | 熊本 都市圏 83万6892人 | 熊本 都市圏 93万7056人 | 熊本 都市圏 98万2326人 | 熊本 都市圏 102万0488人 | 熊本 都市圏 108万3740人 | 熊本 都市圏 110万2398人 | 熊本 都市圏 111万1596人 | 宇土市★         |
| 中央町       | -                      | 熊本 都市圏 93万7056人 | 熊本 都市圏 98万2326人 | 熊本 都市圏 102万0488人 | 熊本 都市圏 108万3740人 | 熊本 都市圏 110万2398人 | 熊本 都市圏 111万1596人 | 美里町★         |
| 砥用町       | -                      | 熊本 都市圏 93万7056人 | 熊本 都市圏 98万2326人 | 熊本 都市圏 102万0488人 | 熊本 都市圏 108万3740人 | 熊本 都市圏 110万2398人 | 熊本 都市圏 111万1596人 | 美里町★         |
| 不知火町     | 熊本 都市圏            | 熊本 都市圏 93万7056人 | 熊本 都市圏 98万2326人 | 熊本 都市圏 102万0488人 | 熊本 都市圏 108万3740人 | 熊本 都市圏 110万2398人 | 熊本 都市圏 111万1596人 | 宇城市★         |
| 松橋町       | 熊本 都市圏            | 熊本 都市圏 93万7056人 | 熊本 都市圏 98万2326人 | 熊本 都市圏 102万0488人 | 熊本 都市圏 108万3740人 | 熊本 都市圏 110万2398人 | 熊本 都市圏 111万1596人 | 宇城市★         |
| 豊野村       | -                      | 熊本 都市圏 93万7056人 | 熊本 都市圏 98万2326人 | 熊本 都市圏 102万0488人 | 熊本 都市圏 108万3740人 | 熊本 都市圏 110万2398人 | 熊本 都市圏 111万1596人 | 宇城市★         |
| 小川町       | -                      | -                      | -                      | 熊本 都市圏 102万0488人 | 熊本 都市圏 108万3740人 | 熊本 都市圏 110万2398人 | 熊本 都市圏 111万1596人 | 宇城市★         |
| 三角町       | -                      | -                      | -                      | -                       | 熊本 都市圏 108万3740人 | 熊本 都市圏 110万2398人 | 熊本 都市圏 111万1596人 | 宇城市★         |

- 1991年2月1日：熊本市が、北部町・河内町・飽田町・天明町の4町を編入した。
- 2004年11月1日：中央町と砥用町が新設合併して美里町となった。
- 2005年1月15日：三角町、不知火町、松橋町、小川町、豊野町の5町が新設合併して宇城市となった。
- 2005年3月22日：（旧）菊池市、七城町、泗水町、旭志村が新設合併して（新）菊池市となった。
- 2006年2月27日：合志町と西合志町が合併して合志市となった。
- 2008年10月6日：熊本市が富合町を編入した。
- 2010年3月23日：熊本市が城南町と植木町を編入した。
- 2012年4月1日：熊本市が政令指定都市に移行。